# Варикап

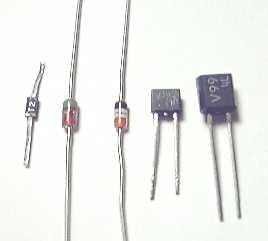
Варикапи

Позначення в електричних схемах

Варика́п (англ. variable capacitance diode) — електронний прилад, напівпровідниковий діод, робота якого заснована на залежності бар'єрної ємності p-n-переходу від зворотної напруги.

## Принцип роботи
Варикап являє собою звичайний електронний компонент, створений з двох напівпровідників різного типу провідності (p- і n-). Область переходу між цими напівпровідниками називається p-n-переходом.
При відсутності зовнішньої керуючої напруги в області p-n-переходу утворюється потенціальний бар'єр. При прямій керуючій напрузі (+ до анода, — до катода) цей бар'єр практично повністю нейтралізується і варикап, по суті, працює як звичайний діод. Якщо ж до варикапів прикладена зворотна напруга (+ до катода, — до анода), то ширина потенціального бар'єру збільшується і він починає вести себе як найпростіший конденсатор. При цьому, чим більша зворотна напруга тим менша ємність конденсатора.

## Основні параметри
- Ємність варикапа Св — ємність, яка вимірюється між виводами варикапа при заданій зворотній напрузі. Для різних варикапів ємність може бути він декількох одиниць до декількох сотень пікофарад.
- Коефіцієнт перекриття по ємності Кс — відношення ємностей варикапа при двох заданих значеннях зворотної напруги. Значення цього параметра зазвичай декілька одиниць.
- Добротність варикапа Qв — відношення реактивного опору варикапа на заданій частоті змінного сигналу до опору втрат при заданому значенні ємності або зворотної напруги. Добротність варикапів вимірюють при тих самих значеннях напруги зміщення, що і ємність. Значення добротності — від декількох десятків до декількох сотень.
- Постійний зворотний струм — постійний струм, струм витоку, що протікає через варикап при заданій зворотній напрузі.
- Максимально допустима постійна зворотна напруга.
- Максимально допустима потужність розсіювання.
- Температурні коефіцієнти ємності і добротності — відношення відносної зміни ємності (добротності) варикапа до абсолютної зміни температури. У загальному випадку ці коефіцієнти залежать від значення зворотної напруги, прикладеної до варикапів.
- Гранична частота варикапа — значення частоти, на якій реактивна складова провідності варикапа стає рівною активній складовій. Вимірювання граничної частоти проводиться при конкретних заданих значеннях зворотної напруги і температури, які, в свою чергу, залежать від типу варикапа.

## Конструкція
Зазвичай варикапи виготовляються по планарно-епітаксіальній технології, що дозволяє оптимізувати електричні параметри приладу. На пластині сильнолегованого низькоомного напівпровідника вирощується високоомна плівка низьколегованого напівпровідника n-типу. За допомогою дифузії акцепторних домішок на поверхні епітаксіального шару формується низькоомний анодний шар p-типу.
Бічна поверхня структури для захисту p-n-переходу і збільшення зворотної пробійної напруги покривається легкоплавким склом.

## Застосування
Робота варикапа актуальна при перебудові частоти вузлів в електроапаратурі. Пристрої використовуються в частотозадавальних ланцюгах, оскільки дозволяють швидко і просто змінювати робочу частоту. Таке можливо, завдяки зміні ємності системи, яка змінюється при зміні керуючої напруги. Варикапи включені в схеми радіоприймачів і бездротових модулів для передачі даних, використовуються в пристроях, де задіяні частотозалежні ланцюги.
Перевагами використання варикапів є:
- малі габарити вузла налаштування;
- зниження паразитних випромінювань, що передаються від гетеродинів (електронний генератор гармонічних коливань);
- можливість включення варикапів близько до контурних котушок;
- зручне поєднання фіксованого і плавного налаштування, завдяки подачі раніше встановлених керуючих напруг;
- гарний опір механічному впливу;
- узгодженість з ланцюгами АПЧ;
- надійність і відсутність мікрофонного ефекту;
- можливість автоматизованого пошуку частоти і дистанційного керування.[2]